# Josef Priller
Josef "Pips" Priller (Ingolstadt, 27 de julho de 1915 — Böbing, 20 de maio de 1961) foi um piloto alemão da Luftwaffe durante a Segunda Guerra Mundial. Voou 307 missões de combate, nas quais abateu 101 aeronaves inimigas, o que fez dele um ás da aviação. Todas as suas vitórias foram reivindicadas na Frente Ocidental, incluindo 11 bombardeiros quadrimotores e pelo menos 68 caças Supermarine Spitfire.
Priller ingressou no serviço militar na Wehrmacht da Alemanha Nazista em 1935. Inicialmente servindo no Exército, ele se transferiu para a Luftwaffe (Força Aérea) em 1936. Após o treinamento de voo, ele foi destacado para a Jagdgeschwader 334 (JG 334) e depois para a Jagdgeschwader 51 (JG 51) em 1 de maio de 1939. Em 1 de setembro de 1939, o dia em que a Alemanha invadiu a Polônia, ele foi nomeado líder de esquadrão do 6.º Esquadrão do JG 51. Ele voou na Batalha da França e conquistou sua primeira vitória aérea em 28 de maio de 1940. Ele recebeu a Cruz de Cavaleiro da Cruz de Ferro em outubro de 1940 após sua 20.ª vitória aérea que ele reivindicou durante a Batalha da Grã-Bretanha.
Em novembro de 1940, Priller foi transferido para a Jagdgeschwader 26 "Schlageter" (JG 26) e recebeu o comando do 1.º Esquadrão. Em junho e julho de 1941, ele contabilizou mais 20 vitórias, ganhando-lhe a Cruz de Cavaleiro da Cruz de Ferro com Folhas de Carvalho em 19 de outubro de 1941. Priller foi nomeado Gruppenkommandeur (comandante do grupo) do III. Gruppe do JG 26 "Schlageter" em 6 de dezembro de 1941. Ele reivindicou sua 70.ª vitória em 5 de maio de 1942. Priller tornou-se Geschwaderkommodore (comandante de ala) do JG 26 "Schlageter" em 11 de janeiro de 1943. Durante a Invasão Aliada da Normandia em 6 de junho de 1944, ele voou em uma das poucas missões da Luftwaffe contra a cabeça de praia Aliada naquele dia. Priller conquistou sua 100.ª vitória em 15 de junho de 1944. Por essa conquista, ele foi condecorado com a Cruz de Cavaleiro da Cruz de Ferro com Folhas de Carvalho e Espadas. Durante a Operação Bodenplatte em 1 de janeiro de 1945, Priller liderou um ataque aos campos de aviação Aliados em Bruxelas-Evere e Bruxelas-Grimbergen. Em 31 de janeiro de 1945, Priller foi nomeado Inspekteur der Jagdflieger West (Inspetor de Pilotos de Caça do Oeste) e deixou de fazer voos operacionais. Ele ocupou esse cargo até o final da guerra em maio de 1945.
Após a guerra, Priller administrou o negócio da cervejaria da família. Ele morreu em 1961.

## Juventude e início de carreira
Priller, apelidado de Pips desde sua juventude, nasceu em 27 de julho de 1915 em Ingolstadt, no Reino da Baviera, um estado do Império Alemão. Depois de se formar com seu Abitur (diploma), ele ingressou no serviço militar da Wehrmacht como Fahnenjunker no Infantry-Regiment 20 em Amberg da 10.ª Divisão de Infantaria em 1 de abril de 1935. Contra a vontade de seu comandante de batalhão, ele foi transferido para a Luftwaffe como Oberfähnrich em 1 de outubro de 1936. Ele então recebeu treinamento de voo na escola de pilotos em Salzwedel.. Em 1 de abril de 1937 ele foi promovido a Leutnant (segundo-tenente).
Após o treinamento de voo, Priller foi colocado no Jagdgruppe Wiesbaden, esta unidade foi posteriormente designada I. Gruppe (1.º grupo) da Jagdgeschwader 334 e então se tornou I. Gruppe da Jagdgeschwader 133 em 1 de novembro de 1938. Ele foi então transferido para Bad Aibling, servindo no I. Gruppe da Jagdgeschwader 135, uma unidade que em 1 de maio de 1939 formou o I. Gruppe da Jagdgeschwader 51 (JG 51) e foi comandada pelo Major Max Ibel. Com o JG 51, ele atuou como Nachrichtenoffizier (oficial de comunicação) do I. Gruppe. Em julho de 1939, ele foi colocado no I. Gruppe da Jagdgeschwader 71, que em 1 de novembro foi renomeado para II. Gruppe do JG 51. Priller foi promovido a Oberleutnant (primeiro-tenente) em 1 de setembro de 1939.

## Segunda Guerra Mundial
A Segunda Guerra Mundial na Europa começou na sexta-feira, 1 de setembro de 1939, quando as forças alemãs invadiram a Polônia. Na época, o II. Gruppe do JG 51 estava baseado em Fürstenfeldbruck e ainda estava em seu início. Era composto por três Staffeln (esquadrões) e de acordo com a nomenclatura da Luftwaffe eram nomeados 4., 5. e 6. Staffel. Priller foi nomeado Staffelkapitän (líder do esquadrão) em 20 de outubro e encarregado de formar o 6. Staffel (6.º esquadrão) em Eutingen. Em 5 de novembro, o 6. Staffel foi oficialmente criado e tornou-se operacional. Em 9 de fevereiro de 1940, o II. Gruppe foi transferido para o campo de aviação de Böblingen, onde foi subordinado ao Jagdgeschwader 52 (JG 52) e encarregado de patrulhar a região do Alto Reno durante a fase da Guerra de Mentira da Segunda Guerra Mundial.
Em 11 de maio de 1940, segundo dia da Batalha da França, o II. Gruppe ealizou missões de ataque ao solo na região da Alsácia. Após o avanço alemão na Bélgica e na França, o 6. Staffel foi transferido para Dinant em 26 de maio. Naquele dia, os remanescentes do Exército Francês e da Força Expedicionária Britânica (BEF) estavam se retirando para Dunquerque. Para salvar o BEF, os britânicos, sob a cobertura da Força Aérea Real (RAF), lançaram a Operação Dínamo. Em 28 de maio, Priller conquistou suas duas primeiras vitórias aéreas. Ele foi creditado por abater dois caças da RAF durante a Batalha de Dunquerque. O Comando de Caça da RAF relatou que oito Hawker Hurricanes foram abatidos, quatro pilotos mortos em combate e um como prisioneiro de guerra em 28 de maio. Dois Supermarine Spitfires foram danificados em combate com Bf 109s. Pilotos alemães reivindicaram 26 aeronaves britânicas nesta data. No total, Priller foi creditado com seis vitórias aéreas durante a campanha francesa. Este número inclui um Spitfire e um Hurricane reivindicados em 28 de maio, um Curtiss P-36 Hawk em 2 de junho, dois bombardeiros Bristol Blenheim em 8 de junho e outro Spitfire em 25 de junho. Isso fez de Priller um dos principais pilotos de caça do JG 51 durante a Batalha da França.

## Sumário da carreira

### Reivindicações de vitórias aéreas
Priller voou 307 missões de combate para reivindicar 101 vitórias. Todas as suas vitórias foram registradas na Frente Ocidental e consistiram em 11 bombardeiros pesados da USAAF, 68 Spitfires (o maior número de ás da Luftwaffe para este tipo), 11 Hurricanes, cinco bombardeiros médios e cinco caças da USAAF. Matthews e Foreman, autores de Luftwaffe Aces — Biographies and Victory Claims, pesquisaram os Arquivos Federais Alemães e encontraram registros de 100 reivindicações de vitórias aéreas, além de três outras reivindicações não confirmadas.
As reivindicações de vitória foram registradas em um mapa de referência (PQ = Planquadrat), por exemplo "PQ 05 Leste ML-7". O mapa da grade da Luftwaffe (Jägermeldenetz) cobria toda a Europa, oeste da Rússia e norte da África e era composto de retângulos medindo 15 minutos de latitude por 30 minutos de longitude, uma área de cerca de 930 km². Esses setores foram então subdivididos em 36 unidades menores para dar uma área de localização de 3 × 4 km de tamanho.
| Crônica de vitórias aéreas | Crônica de vitórias aéreas | Crônica de vitórias aéreas | Crônica de vitórias aéreas | Crônica de vitórias aéreas                              | Crônica de vitórias aéreas | Crônica de vitórias aéreas | Crônica de vitórias aéreas | Crônica de vitórias aéreas | Crônica de vitórias aéreas                       |
| --- | -------------------------- | -------------------------- | -------------------------- | ------------------------------------------------------- | -------------------------- | -------------------------- | -------------------------- | -------------------------- | ------------------------------------------------ |
| Isso e o – (meia-risca) indicam reivindicações de vitória aérea não confirmadas para as quais Priller não recebeu crédito. Isso junto com o * (asterisco) indica um Herausschuss (tiro de separação)—um bombardeiro pesado severamente danificado forçado a se separar de sua caixa de combate, o que foi contado como uma vitória aérea. Este e o? (ponto de interrogação) indica discrepâncias de informações listadas por Prien, Stemmer, Rodeike, Bock, Matthews e Foreman. |                            |                            |                            |                                                         |                            |                            |                            |                            |                                                  |
| Nº | Data                       | Hora                       | Modelo                     | Localização                                             | Nº                         | Data                       | Hora                       | Modelo                     | Localização                                      |
| – 6. Staffel da Jagdgeschwader 51 – Batalha da França — 10 de maio – 25 de junho de 1940 |                            |                            |                            |                                                         |                            |                            |                            |                            |                                                  |
| 1 | 28 de maio de 1940         | 13:07                      | Spitfire                   | noroeste de Dunquerque                                  | 4                          | 8 de junho de 1940         | 19:05                      | Blenheim                   | Abbeville                                        |
| 2 | 28 de maio de 1940         | 13:10                      | Hurricane                  | noroeste de Dunquerque                                  | 5                          | 8 de junho de 1940         | 19:06                      | Blenheim                   | Abbeville                                        |
| 3 | 2 de junho de 1940         | 21:15                      | Curtiss                    | sudoeste de Dunquerque                                  | 6                          | 25 de junho de 1940        | 18:20                      | Spitfire                   | 8 km (5,0 mi) a noroeste de Desvres              |
| – 6. Staffel da Jagdgeschwader 51 – Ação no Canal da Mancha e sobre a Inglaterra — 26 de junho de 1940 – 7 de junho de 1941 |                            |                            |                            |                                                         |                            |                            |                            |                            |                                                  |
| 7 | 14 de julho de 1940        | 16:25                      | Hurricane                  | sudeste de Dover                                        | 14                         | 24 de agosto de 1940       | 14:10                      | Hurricane                  | 2 km (1,2 mi) a leste de Margate                 |
| 8 | 20 de julho de 1940        | 19:20                      | Hurricane                  | 5 km (3,1 mi) a leste de Folkestone                     | 15                         | 26 de agosto de 1940       | 18:57                      | Spitfire                   | 5 km (3,1 mi) a oeste de Bolonha do Mar          |
| 9 | 29 de julho de 1940        | 08:40                      | Spitfire                   | 5 km (3,1 mi) ao norte de Dover                         | 16                         | 7 de outubro de 1940       | 11:35                      | Spitfire                   | 20 km (12 mi) ao norte de Canterbury             |
| 10 | 14 de agosto de 1940       | 13:45                      | Spitfire                   | a noroeste de Dover                                     | 17                         | 7 de outubro de 1940       | 17:40                      | Spitfire                   | Estuário do Tamisa                               |
| 11 | 15 de agosto de 1940       | 16:15                      | Hurricane                  | 1 km (0,62 mi) a leste de Clacton                       | 18                         | 15 de outubro de 1940      | 13:10                      | Hurricane                  | 10 km (6,2 mi) a sudoeste de Dover               |
| 12 | 16 de agosto de 1940       | 13:35?                     | Spitfire                   | 10 km (6,2 mi) a leste de Canterbury                    | 19                         | 15 de outubro de 1940      | 13:15                      | Hurricane                  | 15 km (9,3 mi) a oeste de Dover                  |
| 13 | 24 de agosto de 1940       | 13:55                      | Hurricane                  | 7 km (4,3 mi) a leste de Margate                        | 20                         | 17 de outubro de 1940      | 16:35                      | Hurricane                  | Tunbridge Wells                                  |
| – 1. Staffel da Jagdgeschwader 26 "Schlageter" – Na Frente Ocidental — junho de 1941 |                            |                            |                            |                                                         |                            |                            |                            |                            |                                                  |
| 21 | 16 de junho de 1941        | 16:35                      | Spitfire                   | a oeste de Bolonha                                      | 23                         | 17 de junho de 1941        | 19:42                      | Hurricane                  | a oeste de Cabo Gris-Nez                         |
| 22 | 16 de junho de 1941        | 16:45                      | Blenheim                   | a sudoeste de Bolonha                                   | 24                         | 21 de junho de 1941        | 12:40                      | Spitfire                   | a sudoeste de Ramsgate                           |
| – 1. Staffel da Jagdgeschwader 26 "Schlageter" – Na Frente Ocidental — 22 de junho – 31 de dezembro de 1941 |                            |                            |                            |                                                         |                            |                            |                            |                            |                                                  |
| 25 | 23 de junho de 1941        | 13:35                      | Spitfire                   | sul do Estuário do Somme                                | 42                         | 22 de julho de 1941        | 13:40                      | Spitfire                   | a noroeste de Gravelines                         |
| 26 | 25 de junho de 1941        | 13:00                      | Spitfire                   | a oeste de Gravelines                                   | 43                         | 23 de julho de 1941        | 14:05?                     | Spitfire                   | 16 km (9,9 mi) ao norte de Gravelines            |
| 27 | 27 de junho de 1941        | 22:00                      | Spitfire                   | a sudoeste de Gravelines                                | 44                         | 24 de julho de 1941        | 14:45                      | Spitfire                   | a noroeste de Dunquerque                         |
| 28 | 30 de junho de 1941        | 18:56                      | Spitfire                   | 10 km (6,2 mi) a noroeste de Saint-Inglevert            | 45                         | 7 de agosto de 1941        | 11:30                      | Spitfire                   | a noroeste de Calais                             |
| 29 | 2 de julho de 1941         | 12:45                      | Spitfire                   | 10 km (6,2 mi) a oeste de Lille                         | 46                         | 7 de agosto de 1941        | 18:20                      | Spitfire                   | a oeste de Calais                                |
| 30 | 4 de julho de 1941         | 14:55                      | Spitfire                   | 10 km (6,2 mi) a sudoeste de Saint-Omer                 | 47                         | 4 de setembro de 1941      | 17:30                      | Spitfire                   | ao norte de Béthune                              |
| 31 | 5 de julho de 1941         | 13:40                      | Spitfire                   | a noroeste de Dunquerque                                | 48                         | 17 de setembro de 1941     | 15:35                      | Spitfire                   | 5 km (3,1 mi) ao sul de Calais                   |
| 32 | 7 de julho de 1941         | 10:00                      | Spitfire                   | ao norte de Gravelines                                  | 49                         | 18 de setembro de 1941     | 16:25                      | Spitfire                   | 5 km (3,1 mi) a oeste de Dungeness               |
| 33 | 7 de julho de 1941         | 10:47                      | Spitfire                   | a oeste do Estuário do Somme                            | 50                         | 1 de outubro de 1941       | 14:57                      | Spitfire                   | no meio do Canal da Mancha                       |
| 34 | 8 de julho de 1941         | 15:30                      | Spitfire                   | ao norte de Saint-Omer                                  | 51                         | 1 de outubro de 1941       | 15:35                      | Spitfire                   | a oeste de Bolonha                               |
| 35 | 9 de julho de 1941         | 14:00                      | Spitfire                   | ao sul de Aire                                          | 52                         | 12 de outubro de 1941      | 13:25                      | Spitfire                   | 5 km (3,1 mi) a leste de Berck                   |
| 36 | 9 de julho de 1941         | 14:10                      | Spitfire                   | ao sul de Calais                                        | 53                         | 13 de outubro de 1941      | 15:30                      | Spitfire                   | 5 km (3,1 mi) a oeste de Berck                   |
| 37 | 10 de julho de 1941        | 12:30                      | Spitfire                   | ao norte de Saint-Omer                                  | 54                         | 21 de outubro de 1941      | 12:55                      | Spitfire                   | 5 km (3,1 mi) a oeste de Étaples                 |
| 38 | 10 de julho de 1941        | 12:40                      | Spitfire                   | a noroeste de Bolonha                                   | 55                         | 21 de outubro de 1941      | 13:05                      | Spitfire                   | 15 km (9,3 mi) a oeste-sudoeste de Le Touquet    |
| 39 | 11 de julho de 1941        | 16:10                      | Spitfire                   | a oeste de Calais                                       | 56                         | 27 de outubro de 1941      | 13:15                      | Spitfire                   | 5 km (3,1 mi) ao norte de Watten                 |
| 40 | 14 de julho de 1941        | 10:30                      | Spitfire                   | ao sul de Dunquerque 1 km (0,62 mi) ao norte de Ferques | 57                         | 8 de novembro de 1941      | 12:50                      | Spitfire                   | ao norte de Béthune                              |
| 41 | 19 de julho de 1941        | 14:35                      | Spitfire                   | Dover                                                   | 58                         | 8 de novembro de 1941      | 13:10                      | Spitfire                   | 5 km (3,1 mi) ao lado de Gravelines              |
| – Stab III. Gruppe da Jagdgeschwader 26 "Schlageter" – Na Frente Ocidental — 1 de janeiro – 31 de dezembro de 1942 |                            |                            |                            |                                                         |                            |                            |                            |                            |                                                  |
| 59 | 3 de janeiro de 1942       | 15:38                      | Hurricane                  | 5 km (3,1 mi) a noroeste de Calais                      | 71                         | 9 de maio de 1942          | 13:40                      | Spitfire                   | 3 km (1,9 mi) ao norte de Gravelines             |
| 60 | 27 de março de 1942        | 16:40                      | Spitfire                   | 10 km (6,2 mi) a oeste de Ostend                        | 72                         | 17 de maio de 1942         | 11:35                      | Spitfire                   | Guînes/Audembert                                 |
| 61 | 28 de março de 1942        | 18:50                      | Spitfire                   | Cabo Gris-Nez/Cabo Blanc-Nez                            | 73                         | 1 de junho de 1942         | 13:45                      | Spitfire                   | 5 km (3,1 mi) a oeste de Blankenberge            |
| 62 | 4 de abril de 1942         | 14:15                      | Spitfire                   | Calais/Dover                                            | 74                         | 22 de junho de 1942        | 12:15                      | Spitfire                   | 30 km (19 mi) ao norte de Gravelines             |
| — | 12 de abril de 1942        | 13:20                      | Spitfire                   | oeste de Bolonha                                        | 75                         | 15 de julho de 1942        | 15:38                      | Spitfire                   | 8 km (5,0 mi) a nordeste de Dover                |
| 63 | 12 de abril de 1942        | 13:45?                     | Spitfire                   | ao norte de Gravelines                                  | —                          | 30 de julho de 1942        | 19:00                      | Spitfire                   | Gravelines                                       |
| 64 | 16 de abril de 1942        | 18:26                      | Spitfire                   | 5 km (3,1 mi) ao norte de Calais                        | 76                         | 21 de agosto de 1942       | 11:10                      | Spitfire                   | 50 km (31 mi) ao norte de Gravelines             |
| 65 | 25 de abril de 1942        | 16:54                      | Spitfire                   | 10 km (6,2 mi) a oeste de Saint-Étienne                 | 77                         | 29 de agosto de 1942       | 11:46                      | Spitfire                   | 15 km (9,3 mi) a noroeste de Cabo Gris-Nez       |
| 66 | 27 de abril de 1942        | 12:25                      | Spitfire                   | ao sul de Ardres                                        | 78                         | 9 de outubro de 1942       | 10:40                      | B-24                       | Lille a sudoeste de Roubaix/Wevelgem             |
| 67 | 27 de abril de 1942        | 12:30                      | Spitfire                   | 15 km (9,3 mi) a noroeste de Gravelines                 | 79                         | 4 de dezembro de 1942      | 14:40                      | Spitfire                   | 20 km (12 mi) a sudeste de Dover                 |
| 68 | 28 de abril de 1942        | 11:55                      | Spitfire                   | Gravelines                                              | 80                         | 6 de dezembro de 1942      | 12:10                      | Spitfire                   | 6 km (3,7 mi) ao sul de Lille                    |
| 69 | 1 de maio de 1942          | 19:30                      | Spitfire                   | 5 km (3,1 mi) ao norte de Calais                        | 81                         | 20 de dezembro de 1942     | 12:01?                     | B-17                       | Seine Bend, a noroeste de Paris                  |
| 70 | 5 de maio de 1942          | 15:40?                     | Spitfire                   | 11 km (6,8 mi) ao sul de Ypres                          |                            |                            |                            |                            |                                                  |
| – Stab da Jagdgeschwader 26 "Schlageter" – Na Frente Ocidental — 1 de janeiro – 31 de dezembro de 1943 |                            |                            |                            |                                                         |                            |                            |                            |                            |                                                  |
| 82 | 20 de janeiro de 1943      | 12:36?                     | Spitfire                   | ao norte de Canterbury                                  | 89                         | 10 de junho de 1943        | 18:55                      | Ventura                    | a oeste de Koksijde                              |
| 83 | 8 de março de 1943         | 14:15                      | Spitfire                   | 8 km (5,0 mi) a noroeste de Saint-Valery-en-Caux        | 90                         | 22 de junho de 1943        | 09:32                      | B-17                       | Terneuzen                                        |
| 84 | 5 de abril de 1943         | 15:12?                     | B-17                       | 20 km (12 mi) a oeste de Ostend                         | 91                         | 26 de junho de 1943        | 18:54                      | B-17                       | Dieppe/Le Tréport                                |
| 85 | 4 de maio de 1943          | 18:43?                     | Spitfire                   | a noroeste de Antwerp                                   | 92                         | 17 de agosto de 1943       | 17:45                      | B-17                       | PQ 05 Leste ML-7 ao norte de Liège               |
| 86 | 13 de maio de 1943         | 16:24                      | B-17                       | 5 km (3,1 mi) a leste de Bolonha                        | 93                         | 19 de agosto de 1943       | 19:00                      | B-17                       | Vlissingen proximidades do aeródromo Gilze-Rijen |
| 87 | 13 de maio de 1943         | 16:46?                     | Spitfire                   | 5 km (3,1 mi) a noroeste de Étaples                     | 94                         | 21 de setembro de 1943     | 10:45                      | B-25                       | ao norte de Saint-Pol                            |
| 88 | 16 de maio de 1943         | 13:16?                     | P-47                       | Knokke/Westkapelle                                      | 95?                        | 20 de outubro de 1943      | 13:45                      | B-17*                      | Arras/Cambrai                                    |
| – Stab da Jagdgeschwader 26 "Schlageter" – Na Frente Ocidental — 1 de janeiro – 31 de dezembro de 1944 |                            |                            |                            |                                                         |                            |                            |                            |                            |                                                  |
| 96 | 13 de abril de 1944        | 17:10?                     | B-17                       | Poperinge/norte de Saint-Omer                           | 99                         | 11 de junho de 1944        | 15:35                      | P-38                       | noroeste de Compiègne                            |
| 97 | 7 de junho de 1944         | 13:50                      | P-51                       | ao norte de Caen                                        | 100                        | 15 de junho de 1944        | 07:10                      | B-24                       | oeste de Dreux/sudoeste de Chartres              |
| 98 | 7 de junho de 1944         | 19:00                      | P-47                       | Évreux                                                  | 101                        | 12 de outubro de 1944      | 11:25?                     | P-51                       | ao sul de Wunstorf                               |

### Condecorações
- Distintivo de Ferido em Preto[42]
- Distintivo de Voo do Fronte da Luftwaffe em Ouro com Flâmula "300"[42]
- Distintivo de Piloto/Observador[42]
- Cruz de Ferro (1939)
  - 2ª classe (30 de maio de 1940)[43]
  - 1ª classe (10 de julho de 1940)[43]
- Cruz Germânica em Ouro (9 de dezembro de 1941) como Oberleutnant no 6./JG 51[44]
- Cruz de Cavaleiro da Cruz de Ferro (19 de outubro de 1940) como Oberleutnant e Staffelkapitän do 6./JG 51[45][46]
  - 28ª Folhas de Carvalho (20 de julho de 1941) como Oberleutnant e Staffelkapitän do 1./JG 26[45][47]
  - 73ª Espadas (2 de julho de 1944) como Oberstleutnant e Geschwaderkommodore do JG 26[45][48]